# Жара и пыль
«Жара и пыль» (англ. Heat and Dust) — кинофильм режиссёра Джеймса Айвори, вышедший на экраны в 1983 году. Экранизация одноимённого романа Рут Правер Джабвалы.

## Сюжет
Молодая англичанка Энн Риверс приезжает в Индию, чтобы узнать правду о судьбе своей родственницы Оливии, проживавшей там в начале 1920-х годов. Шаг за шагом изучая обстоятельства жизни Оливии в колониальной Индии, Энн постепенно пересматривает свои убеждения и представления об этой стране.

## В ролях
- Джули Кристи — Энн Риверс
- Грета Скакки — Оливия Риверс
- Шаши Капур — наваб
- Кристофер Кейзнов — Дуглас Риверс
- Николас Грейс — Гарри Гамильтон-Пол
- Джулиан Гловер — Кроуфорд
- Сьюзан Флитвуд — миссис Кроуфорд
- Патрик Годфри — Сондерс
- Дженнифер Кендал — миссис Сондерс
- Мадхур Джеффри — Бегум, мать наваба
- Барри Фостер — майор Миннис
- Закир Хуссейн — Индер Лал
- Ратна Патак Шах — Риту
- Дэниел Чатто — Парти Гест.

## Награды и номинации
| Премия                                 | Категория                            | Имя                 | Результат |
| -------------------------------------- | ------------------------------------ | ------------------- | --------- |
| Каннский кинофестиваль                 | Золотая пальмовая ветвь              | Джеймс Айвори       | Номинация |
| BAFTA                                  | Лучший фильм                         | Исмаил Мерчант      | Номинация |
| BAFTA                                  | Лучший режиссёр                      | Джеймс Айвори       | Номинация |
| BAFTA                                  | Самый многообещающий дебютант        | Грета Скакки        | Номинация |
| BAFTA                                  | Лучший адаптированный сценарий       | Рут Правер Джабвала | Победа    |
| BAFTA                                  | Лучшая работа оператора              | Уолтер Лассали      | Номинация |
| BAFTA                                  | Лучший дизайн костюмов               | Барбара Лэйн        | Номинация |
| BAFTA                                  | Лучший грим и причёски               | Гордон Кей          | Номинация |
| BAFTA                                  | Лучшая работа художника-постановщика | Уилфред Шинглтон    | Номинация |
| Премия Лондонского кружка кинокритиков | Сценарист года                       | Рут Правер Джабвала | Победа    |